# Габараев, Лаша Роминович
Лаша Роминович Габараев — российский спортсмен, каратист, 2-х кратный чемпион России и Мастер Спорта Международного класса по киокушинкай

## Биография
Родился 27 декабря 1989 году в с. Ногир, РСО Алания. В 6 лет родители записали на секцию каратэ. С 9 до 11 лет занимался Дзесинмоном (бесконтактное каратэ). Стал чемпионом городских и Всероссийских соревнований. В 11 лет перешел в секцию киокусинкай, где и остаётся по сей день. Многократный победитель Чемпионатов России в разделе тамешивари (разбивание твёрдых предметов) С 2009 года является членом сборной России по каратэ киокушинкай. Обладатель чёрного пояса (3 дан). В 2012 году вместе со своим другом, а также известным спортсменом Чирковым Андреем основал спортивный клуб «GOD HAND». На данное время в состав клуба входит более 10 залов в Екатеринбурге.

## Достижения
- Мастер Спорта Международного Класса
- Многократный призёр первенств России
- Многократный чемпион и призёр Чемпионатов России
- Серебряный призёр Чемпионата Европы (2017)
- Чемпион Кубка России
- Многократный обладатель призов за лучшую технику
- Чемпион Европы (2021)